# Villa Castelli (Argentina)
Villa Castelli é uma pequena cidade e sede do Departamento Geral de Lamadrid na província de La Rioja, no noroeste da Argentina.
Em 2010 Villa Castelli, tinha uma população de 1.697 habitantes.
Fica cerca de 140 km de distância da capital da província da cidade de Rioja, onde fica localizado ao pé da Serra de Famatina.
Em 9 de março de 2015, uma colisão de helicóptero na cidade matou 10 pessoas e três delas de atletas franceses.